# Elizabeth Ferrars
Elizabeth Ferrars, eigentlich Morna Doris MacTaggart (* 6. September 1907 in Rangun, Birma; † 30. März 1995 in Blewbury, Oxfordshire), war eine britische Schriftstellerin. Einige Bücher veröffentlichte sie unter ihrem eigenen Namen, den überwiegenden Teil aber unter den Pseudonymen Elizabeth Ferrars und in den USA ohne ihren weiblichen Vornamen als F. X. Ferrars.

## Leben
Die Familie MacTaggart war in Rangun ansässig und handelte hauptsächlich mit Holz und Reis aus Britisch-Indien, um die Waren ins Vereinigte Königreich zu exportieren. Morna war das fünfte Kind von Peter Clouston MacTaggart und seiner Frau Marie, geborene Ferrars. Ihre Großeltern mütterlicherseits waren das irisch-deutsche Ehepaar Max Henry und Bertha Ferrars, die sich in Freiburg in Süddeutschland niedergelassen hatten, nachdem sie bis 1896 in Burma gelebt und gearbeitet hatten. Schon in jungen Jahren schickten Ferrars‘ Eltern jedes ihrer Kinder zu den Großeltern nach Freiburg. So wuchs Morna zweisprachig mit Englisch und Deutsch auf und absolvierte dort auch die ersten Schuljahre. Aufgrund der politischen Lage vor dem Ersten Weltkrieg wurden Morna und ihre Geschwister 1913 nach England geschickt. Zwischen 1913 und 1918 war sie dort in einem Internat und besuchte anschließend bis 1924 die Bedales School in der Nähe von Petersfield (Hampshire).
Ihr Plan, Englische Literatur zu studieren scheiterte, da sie keinerlei Latein- und Griechisch-Kenntnisse vorweisen konnte. Daher ging sie an die Universität London und studierte zwischen 1925 und 1928 Journalismus. Während dieser Jahre heiratete sie und konnte ihre ersten Romane unter ihrem Geburtsnamen veröffentlichen. Um 1940 machte sie am Bedford College der Universität London die Bekanntschaft des Botanikers Robert Brown. Sie trennte sich von ihrem ersten Ehemann und lebte ab 1942 mit Robert Brown zusammen. Der Zweite Weltkrieg verzögerte die Scheidung, sodass ihre zweite Eheschließung erst im Oktober 1945 stattfand.
Zusammen mit ihrem zweiten Ehemann wohnte sie bis 1951 in Belsize Park (Camden). 1951 nahm Robert Brown einen Ruf der Cornell University (Ithaca, New York) an. Irritiert von den Auswüchsen der McCarthy-Ära kehrten die beiden aber bereits 1953 zurück nach London. In diesem Jahr gründete John Creasey in London die Crime Writers Association (CWA), zu deren Gründungsmitgliedern sie gehörte.
1957 wurde ihr Ehemann als Regius Professor an die University of Edinburgh berufen und die beiden ließen sich am Stadtrand von Edinburgh nieder. Im darauffolgenden Jahr setzte sich Agatha Christie, als Präsidentin des Detection Clubs, dafür ein, dass Ferrars als Mitglied aufgenommen wurde. 1977 wurde Robert Brown emeritiert, und das Ehepaar verließ ein Jahr später Schottland, um sich in Blewbury in Oxfordshire niederzulassen. Elizabeth Ferrars starb dort 1995 in ihrem Haus und fand auf dem örtlichen Friedhof ihre letzte Ruhestätte.

## Rezeption
Nach einigen wenigen Romanen und Kurzgeschichten war Ferrars vor allem mit ihren Kriminalromanen erfolgreich. Sie veröffentlichte mehrere Reihen: mit ihrem Protagonisten Toby Dyke fünf Bände und acht Bände mit Andrew Basnett. Die Reihe um Virginia Freer erschien ebenfalls in acht Bänden.

## Werke (Auswahl)

### Als Morna MacTaggart
- Turn single. London 1932.
- Broken Music. London 1934.

### Als Elizabeth Ferrars
Toby Dykes Quintett
1. Give corpse a bade name. London 1940.
Deutsch: Unter falscher Flagge. Mohn, Gütersloh 1961 (übersetzt von Ursula von Wiese)
2. Remove the bodies. London 1941.[3]
3. Death in Botanist’s Bay. London 1941.[4]
4. Don’t Monkey with Murder. London 1942.[5]
Deutsch: Tante Rosas Affen. Müller, Zürich 1945 (übersetzt von Margarete Boesch)
5. Your neck in a nose. London 1942.[6]

Chief Raposo
1. Skeleton staff. London 1969.
Deutsch: Das faule Ei. Scherz, München 1972 (übersetzt von Maria Lampas)
2. Witness before the fact. London 1979.
Deutsch: Eigner Sarg ist Goldes wert. Scherz, München 1981, ISBN 3-502-50815-1 (übersetzt von Hedi Hummel-Hänseler)

Ditteridge Quintett
1. A stranger and afraid. London 1971.
2. Breath of suspicion. London 1972.
3. Foot in the grave. London 1972.
4. Alive and dead. London 1974.
Deutsch: Ehe mit doppelten Boden. Scherz, München 1976, ISBN 3-502-50564-0 (übersetzt von Margitta de Hervás)
5. Blood flies upwards. London 1976.

Virginia Freer Reihe
1. Last will and testament. London 1978.
2. Frog in the throat. London 1980.
3. Thinner than water. London 1981.
Deutsch: Flitterwochen in den Tod. Scherz, München 1985, ISBN 3-502-51029-6 (übersetzt von Gisela Kirberg)
4. Death of a minor character. London 1983.
5. I met murder. London 1985.
6. Woman slaughter. London 1989.
Deutsch: Drei Leichen suchen einen Mörder. Scherz, München 1992, ISBN 3-502-51355-4 (übersetzt von Ingrid Herrmann)
7. Sleep of the unjust. London 1990.
8. Beware of the dog. London 1992.

Andrew Basnett Reihe
1. Something wicked. London 1983.
2. The root of all evil. London 1984.
3. The crime and the crystal. London 1985.
4. The other devil’s name. London 1986.
5. A murder too many. London 1988.
6. Smoke without fire. London 1990.
7. A hobby of murder. London 1994.
8. A choice of evils. London 1995.

Einzelne Titel
- Murder among friends. London 1946.[7]
- The clock that wouldn’t stop. London 1952.
  - Deutsch: Die Uhr, die weiterging. Müller, Zürich 1955 (übersetzt von Ursula von Wiese)
- Alibi for a witch. London 1952.
  - Deutsch: Der Mann auf der Mauer. Müller, Zürich 1954 (übersetzt von Ursula von Weise)
- Always say die. London 1956.[8]
  - Deutsch: Die Botschaft aus dem Jenseits. Heyne, München 1964, ISBN 3-453-10197-9 (übersetzt von Edith Gradmann)
- Murder moves in. London 1956.[9]
  - Deutsch: Die Rechnung ohne den Hausfreund. Scherz, München 1969 (übersetzt von Astrid A. Stange)
- Furnished for murder. London 1957.
  - Deutsch: Der Tod zieht ein. Heyne, München 1995, ISBN 3-453-08831-X (übersetzt von Ursula von Wiese)
- Unreasonable doubt. London 1958.[10]
  - Deutsch: Nagende Eifersucht. Müller, Zürich 1958 (übersetzt von Ursula von Wiese)
- A legal fiction. London 1964.[11]
- No peace for the wicked. London 1965.
  - Deutsch: Traumreise in die Hölle. Scherz, München 1968 (übersetzt von Elisabeth Zedelmaier)
- The swaying pillars. London 1968.
  - Deutsch: Ein Kidnapper läuft Amok. Scherz, München 1970 (übersetzt von Maria Lampas)
- The small world of murder. London 1973.
  - Deutsch: Zuviele Zufälle. Scherz, München 1975 (übersetzt von Adi Oes)
- Hanged Man’s House. London 1974.
  - Deutsch: Hängen für einen Toten. Scherz, München 1976 (übersetzt von Adi Oes)
- Drowned rat. London 1975.
  - Deutsch: Angst im kleinsten Kreis. Scherz, München 1977, ISBN 3-502-50601-9 (übersetzt von Hanna Groll)
- Prett pink shroud. London 1977.
  - Deutsch: Im Dunkeln schiesst man nicht. Scherz, München 1978, ISBN 3-502-50679-5 (übersetzt von Adi Oes)
- Murders anonymous. London 1977.
  - Deutsch: Witwer werden ist nicht schwer. Scherz, München 1979, ISBN 3-502-50713-9 (übersetzt von Adi Oes)
- In at the kill. London 1978.
  - Deutsch: Ein Mord kommt selten allein. Scherz, London 1981, ISBN 3-502-50831-3 (übersetzt von Nicole Walter)
- Experiment with death. London 1981.
  - Deutsch: Gehängte schickten keine Post. Scherz, München 1984, ISBN 3-502-50958-1 (übersetzt von Edith Walter)
- Skeleton in search of a cupboard. London 1982.[12]

Kurzgeschichten
- Designs of life. Collins, London 1980, ISBN 0-00-231270-0.
Inhalt: 9 Erzählungen.
- The casebook of Jonas P. Jonas and other mysteries. Crippen & Landru, Norfolk, Virg. 2012, ISBN 978-1-936363-01-8.
Inhalt: 18 Erzählungen.